# گورنگه لسکوویتسه
گورنگه لسکوویتسه (به صربی: Gornje Leskovice) یک منطقهٔ مسکونی در صربستان است که در Valjevo Municipality واقع شده‌است. گورنگه لسکوویتسه ۴۶۳ نفر جمعیت دارد.